# Orpheus (Telemann)
Orpheus (titre original et complet : Die wunderbare Beständigkeit der Liebe oder Orpheus, ou La Merveilleuse constance de l’amour ou Orphée), TWV 21:18, est un opéra baroque de Georg Philipp Telemann créé sur scène en 1728 à Karlsruhe.

## Historique
Le livret, d'un librettiste anonyme, est inspiré de la tragédie lyrique de 1690, Orphée, écrite par Michel du Boulay et composée par Louis Lully, fils de Jean-Baptiste. Bien qu'écrit en allemand, le livret contient quelques scènes en italien et en français.
Orpheus est créé en version concertante le 9 mars 1726 à l’Opéra de Hambourg et en version scénique seulement en 1728 à Karlsruhe, dans la résidence du margrave Carl-Wilhelm von Baden-Durlach. Il n'est donné sur scène à Hambourg que le 15 octobre 1736, Telemann étant alors directeur de l'opéra.

### Postérité
Oublié pendant près de deux siècles, l'opéra est redécouvert durant le XXe siècle, notamment grâce à l'enregistrement mené par René Jacobs en 1998, dans une version corrigée et comblée, avec le RIAS-Kammerchor et l'Akademie für Alte Musik Berlin. Il n'est cependant pas parvenu complet jusqu'à nous, obligeant les chefs d'orchestre à affronter des trous dans la partition.
En 1994, l'Opéra d'État de Berlin demanda à René Jacobs de réaliser une représentation scénique de l'ouvrage, qui vit le jour en juillet de la même année au Festival d'Innsbruck. La Monnaie donne une représentation en 2014, dirigée par Korneel Bernolet et mise en scène par Guy Joosten. L'Atelier lyrique de Tourcoing propose une production de l'opéra en 2021, dirigée par René Jacobs avec le B'rock Orchestra,,.

## Description
Orpheus, d'une durée d'environ deux heures et quarante minutes, est distribué en trois actes.
Le récit reprend la légende d'Orphée des Métamorphoses d'Ovide, descendant aux enfers pour récupérer sa femme, Eurydice. Cependant, le livret a la particularité d'y ajouter le personnage d'Orasia, éperdument amoureuse d'Orphée. Quand elle tue sa rivale et que le chanteur, par la douceur de son chant, arrive à faire relâcher Eurydice de l'emprise de Pluton mais ne parvient à la faire revenir chez les vivants, elle devient folle de rage et le tue à son tour. Prise de remords, elle meurt à sa suite, pour le rejoindre dans le royaume des morts.

### Rôles
| Rôle                    | Voix         | Créateurs en 1726 | Enregistrement de 1998 Direction : René Jacobs |
| ----------------------- | ------------ | ----------------- | ---------------------------------------------- |
| Orasie, reine de Thrace | soprano      |                   | Dorothea Röschmann                             |
| Orphée                  | baryton      |                   | Roman Trekel                                   |
| Eurydice                | soprano      |                   | Ruth Ziesak                                    |
| Ismène                  | soprano      |                   | Maria Cristina Kiehr                           |
| Eurimedes               | ténor        |                   | Werner Güra                                    |
| Cephisa/Prêtresse       | soprano      |                   | Isabelle Poulenard                             |
| Pluton                  | basse        |                   | Hanno Müller-Brachmann                         |
| Ascalax                 | contre-ténor |                   | Axel Köhler                                    |

## Argument

### Acte 1

#### Un jardin vers la ville de Thrace.
Orasie, reine Thrace, admet son amour pour Orphée à Ismène et, annoncant vouloir se débarrasser de sa rivale, Eurydice, lui jette un sort. La reine rappelle Orphée à la cour lorsque Eurydice, arrivant au palais, se fait mordre par un serpent et meurt. Abattu par la nouvelle, Orphée souhaite se laisser mourir, lorsque Eurimedes lui annonce qu'il pourra la ramener, si Orphée se rend aux enfers.

### Acte 2

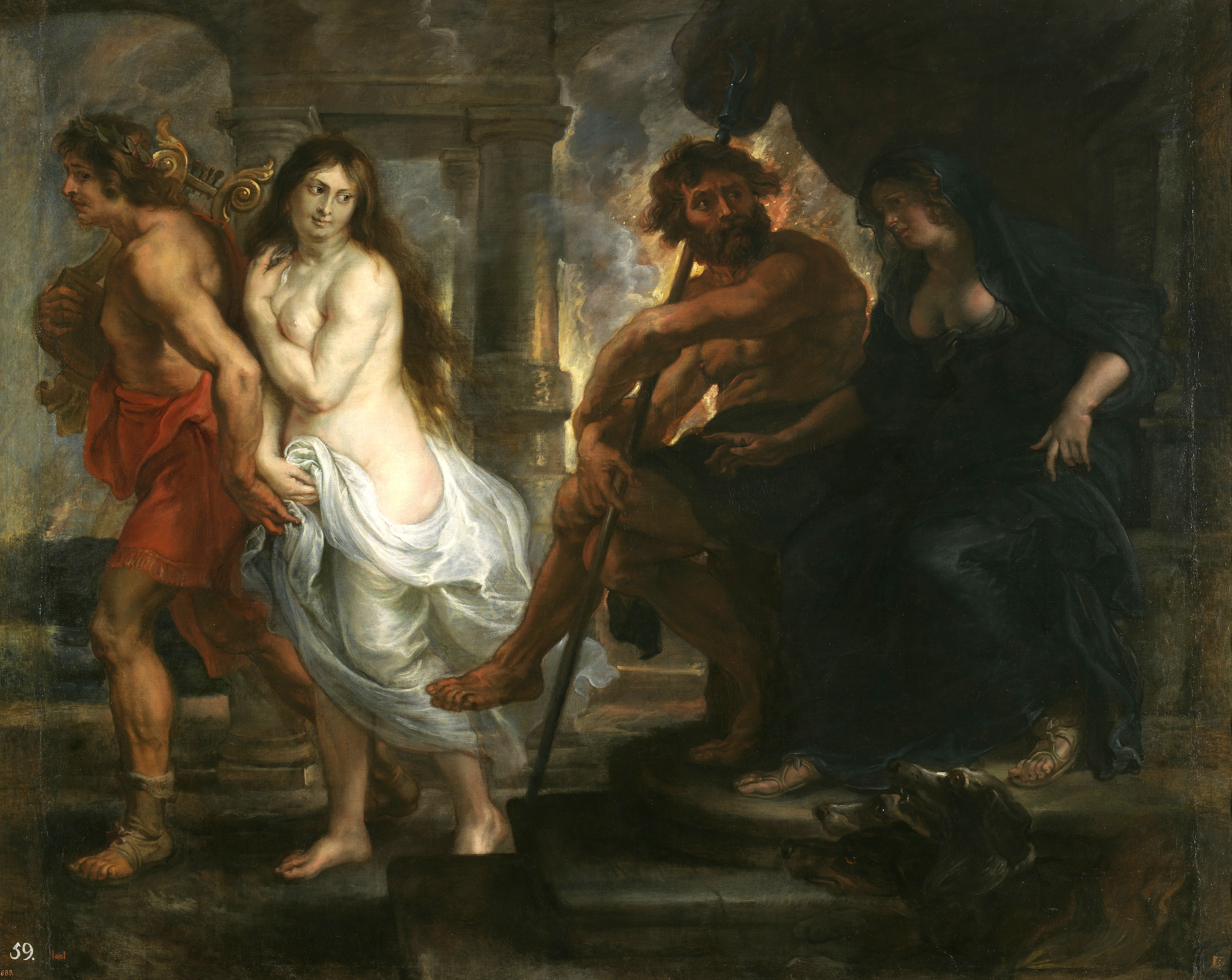
Orphée et Eurydice, Pierre Paul Rubens, 1638.

#### Le royaume des morts
Pluton, le maître des enfers, ordonne de capturer Orphée, nouvellement arrivé. Cependant, il parvient à apaiser les forces démoniaques par son chant et à attendrir Pluton, qui accepte de libérer Eurydice. La seule condition pour qu'elle revienne dans le monde des vivants est qu'il ne doit pas la regarder avant d'y être arrivé. Il n'y parvient pas et elle se retrouve de nouveau abîmée dans le monde des morts.

### Acte 3

#### Un jardin près du mont Rhodope
Orasie attend le retour d'Orphée et s'apprête à tuer sa rivale une seconde fois. Mais, remonté seul, il la repousse ainsi qu'Eumenides et se met à se lamenter, rongé par le remords. Orasie veut se venger de l'affront et tue le chanteur. Regrettant son geste, Orasie meurt à son tour et rejoint Orphée aux enfers.

## Analyse
Les scènes en français et en italien ont certainement été placées au sein de la partition pour satisfaire le goût du public d'alors, mais également pour leurs caractéristiques lyriques propres. La langue transalpine est utilisée pour ses qualités virtuoses des airs vifs tandis que le français s'inspire des airs de cours.
Quelques passages dans la partition sont repris d'autres compositeurs. On retrouve notamment Haendel dans l'air d'Eurimedes au troisième acte, depuis l'air « Augeletti, che cantate d'Alminera » dans son Rinaldo.

## Enregistrements
- Orpheus, oder Dir wunderbare Beständigkeit der Liebe, chez Harmonia Mundi, enregistré en 1996 et paru en 1998, RIAS Kammerchor et Akademie für Alte Musik Berlin dirigé par René Jacobs, distribution : Dorothea Röschmann (Orasie), Roman Trekel (Orpheus), Ruth Ziesak (Eurydice), Werner Güra (Eurimenides) et María Cristina Kiehr, 2 CD[3].
- Orpheus, L'Orfeo Barockorchester, direction Michi Gaigg, DHM, 2011, distribution : Markus Volpert (Orfeo), Dorothee Mields (Orasie), Ulrike Hofbauer (Eurydice), Christian Zenker (Eurimedes) et Reinhard Mayr (Pluton).